# VfL Wolfsburg (damfotboll)
VfL Wolfsburg Frauenfussball är en tysk fotbollsklubb som spelar i den tyska högstadivisionen, Frauen-Bundesliga. Klubben grundades år 1973. Klubben har blivit tysk mästare vid sju tillfällen, 2013, 2014, 2017, 2018, 2019, 2020 och 2022. Säsongerna 2012/2013 och 2013/2014 blev VfL Wolfsburg mästare i Uefa Women's Champions League. 2013 tog laget en trippel, dvs. man vann såväl Champions League och ligan som DFB-Pokal (tyska cupen).

## Meriter
- Bundesliga:[3]
  - Mästare: 2012–13, 2013–14, 2016–17, 2017–18, 2018–19, 2019-20, 2021-22
- Cupmästare:[4]
  - Vinnare: 2012–13, 2014–15, 2015–16, 2016–17, 2017–18, 2018–19, 2019-20, 2020-21
- Uefa Women's Champions League
  - Vinnare: 2012–13, 2013–14

## Placering tidigare säsonger
| Säsong    | Nivå | Liga              | Placering | Referens | Notering |
| --------- | ---- | ----------------- | --------- | -------- | -------- |
| 2010–2011 | 1    | Frauen-Bundesliga | 7         | [ 5 ]    |          |
| 2011–2012 | 1    | Frauen-Bundesliga | 2         | [ 6 ]    |          |
| 2012–2013 | 1    | Frauen-Bundesliga | 1         | [ 7 ]    |          |
| 2013–2014 | 1    | Frauen-Bundesliga | 1         | [ 8 ]    |          |
| 2014–2015 | 1    | Frauen-Bundesliga | 2         | [ 9 ]    |          |
| 2015–2016 | 1    | Frauen-Bundesliga | 2         | [ 10 ]   |          |
| 2016–2017 | 1    | Frauen-Bundesliga | 1         | [ 11 ]   |          |
| 2017–2018 | 1    | Frauen-Bundesliga | 1         | [ 12 ]   |          |
| 2018–2019 | 1    | Frauen-Bundesliga | 1         | [ 13 ]   |          |
| 2019–2020 | 1    | Frauen-Bundesliga | 1         | [ 14 ]   |          |
| 2020–2021 | 1    | Frauen-Bundesliga | 2         |          |          |
| 2021–2022 | 1    | Frauen-Bundesliga | 1         |          |          |

## Spelare

### Truppen 2023/2024
| Nr | Land          | Pos | Namn                |
| -- | ------------- | --- | ------------------- |
| 1  | Tyskland      | MV  | Merle Frohms        |
| 2  | Nederländerna | F   | Lynn Wilms          |
| 3  | Slovenien     | F   | Sara Agrež          |
| 4  | Tyskland      | F   | Kathrin Hendrich    |
| 5  | Tyskland      | MF  | Lena Oberdorf       |
| 6  | Nederländerna | F   | Dominique Janssen   |
| 7  | Tyskland      | MF  | Chantal Hagel       |
| 8  | Tyskland      | MF  | Lena Lattwein       |
| 9  | Polen         | A   | Ewa Pajor           |
| 10 | Tyskland      | MF  | Svenja Huth         |
| 11 | Tyskland      | A   | Alexandra Popp      |
| 13 | Tyskland      | F   | Felicitas Rauch     |
| 14 | Spanien       | F   | Nuria Rabano Blanco |

| Nr | Land          | Pos | Namn                     |
| -- | ------------- | --- | ------------------------ |
| 16 | Tyskland      | F   | Camilla Küver            |
| 17 | Tyskland      | MF  | Kristin Demann           |
| 19 | Nederländerna | A   | Fenna Kalma              |
| 21 | Sverige       | A   | Rebecka Blomqvist        |
| 22 | Tyskland      | MV  | Lisa Schmitz             |
| 23 | Island        | MF  | Sveindís Jane Jónsdóttir |
| 24 | Tyskland      | F   | Joelle Wedemeyer         |
| 25 | Tyskland      | A   | Vivien Endemann          |
| 27 | Schweiz       | MF  | Riola Xhemaili           |
| 28 | Tyskland      | A   | Tabea Sellner            |
| 29 | Tyskland      | MF  | Jule Brand               |
| 30 | Tyskland      | MV  | Anneke Borbe             |
| 31 | Tyskland      | F   | Marina Hegering          |
| 32 | Tyskland      | MV  | Kiara Beck               |